# Xã Slagle, Michigan
Xã Slagle (tiếng Anh: Slagle Township) là một xã thuộc quận Wexford, tiểu bang Michigan, Hoa Kỳ. Năm 2010, dân số của xã này là 503 người.